# Parathemistus nodosus
Parathemistus nodosus är en skalbaggsart som först beskrevs av Carter 1928.  Parathemistus nodosus ingår i släktet Parathemistus och familjen långhorningar. Inga underarter finns listade i Catalogue of Life.